# دایسوکه ساکوما
دایسوکه ساکوما (انگلیسی: Daisuke Sakuma؛ زادهٔ ۵ ژوئیهٔ ۱۹۹۲) شخصیت‌های تلویزیونی در ژاپن، و بازیگر اهل ژاپن است. وی از سال ۲۰۰۵ میلادی تاکنون مشغول فعالیت بوده‌است.